# Pithecia pissinattii
Pithecia pissinattii, también conocido como Saki de Pissinatti o Saki de cara calva de Pissinatti, es una especie en disputa de mono saki, un tipo de mono del Nuevo Mundo. Es endémico de Brasil.